# RW Aurigae
RW Aurigae är en dubbelstjärna i södra delen av stjärnbilden Kusken. Den har en högsta skenbar magnitud av ca 9,60 och kräver åtminstone fältkikare för att kunna observeras. Baserat på parallax enligt Gaia Data Release 2 på ca 6,1 mas, beräknas den befinna sig på ett avstånd på ca 530 ljusår (ca 164 parsek) från solen. Den rör sig bort från solen med en heliocentrisk radialhastighet på ca 15 km/s. Stjärnan ingår i föreningen Taurus-Aurigae i Taurus molekylära moln.

## Egenskaper
Primärstjärnan RW Aurigae A är en orange till gul stjärna av spektralklass K1 - K3, Den har en massa som är ca 1,3 solmassa, en radie som är ca 0,44 solradie och har ca 0,6 gånger solens utstrålning av energi från dess fotosfär vid en effektiv temperatur av ca 5 100 K.
De två stjärnorna i dubbelstjärnan RW Aurigae ligger separerade med 1,448 bågsekund motsvarande 237 AE på avståndet till RW Aurigae. Primärstjärnan befinner sig i ett förstadium till huvudserien. Paret är omgivna av en komplex ackretionsstruktur som innehåller ett gemensamt skal, spiralarmar, bogchocker och protoplanetära skivor. De är löst för bundna, och deras omloppsbana är nästan parabolisk, med en omloppsperiod på 1 000 - 1 500 år, vilket framgår av strukturen hos de utstötta stoftstrålarna. Stjärnsystemets bana är retrograd jämfört med rotationsriktningen för skivan som kretsar kring primärstjärnan. RW Aurigae A misstänks sedan 1999 också vara en snäv dubbelstjärna.
RW Aurigae A producerar komplexa bipolära jetstrålar som sträcker sig så långt som 46 000 AE från stjärnan. Dess protoplanetariska skiva lutar 45-60 grader mot siktlinjen från jorden. Det är inte känt om planetbildningen i skivan har stoppats av stjärnmöten eller accelererats, eftersom ett brett spektrum av stoftstorlekar, i överensstämmelse med både en kollisionskaskad och pågående planetesimalbildning, upptäcktes. Nytt arbete publicerat åren 2018-2022 har dock visat starka bevis för den stokastiska förstörelsen av en stor asteroid (ungefär Vesta-storlek) vid den inre kanten av RW Aurigae A:s ackretionsskiva och spridningen av detta material till protostjärnans atmosfär och utflödesstrålar. Detta innebär både skapandet av stora asteroidliknande kroppar i avlägsna, svalare områden av accretionskivan och deras migrering till dess innersta regioner där de genomgår katastrofala högenergikollisioner.

## Variabilitet

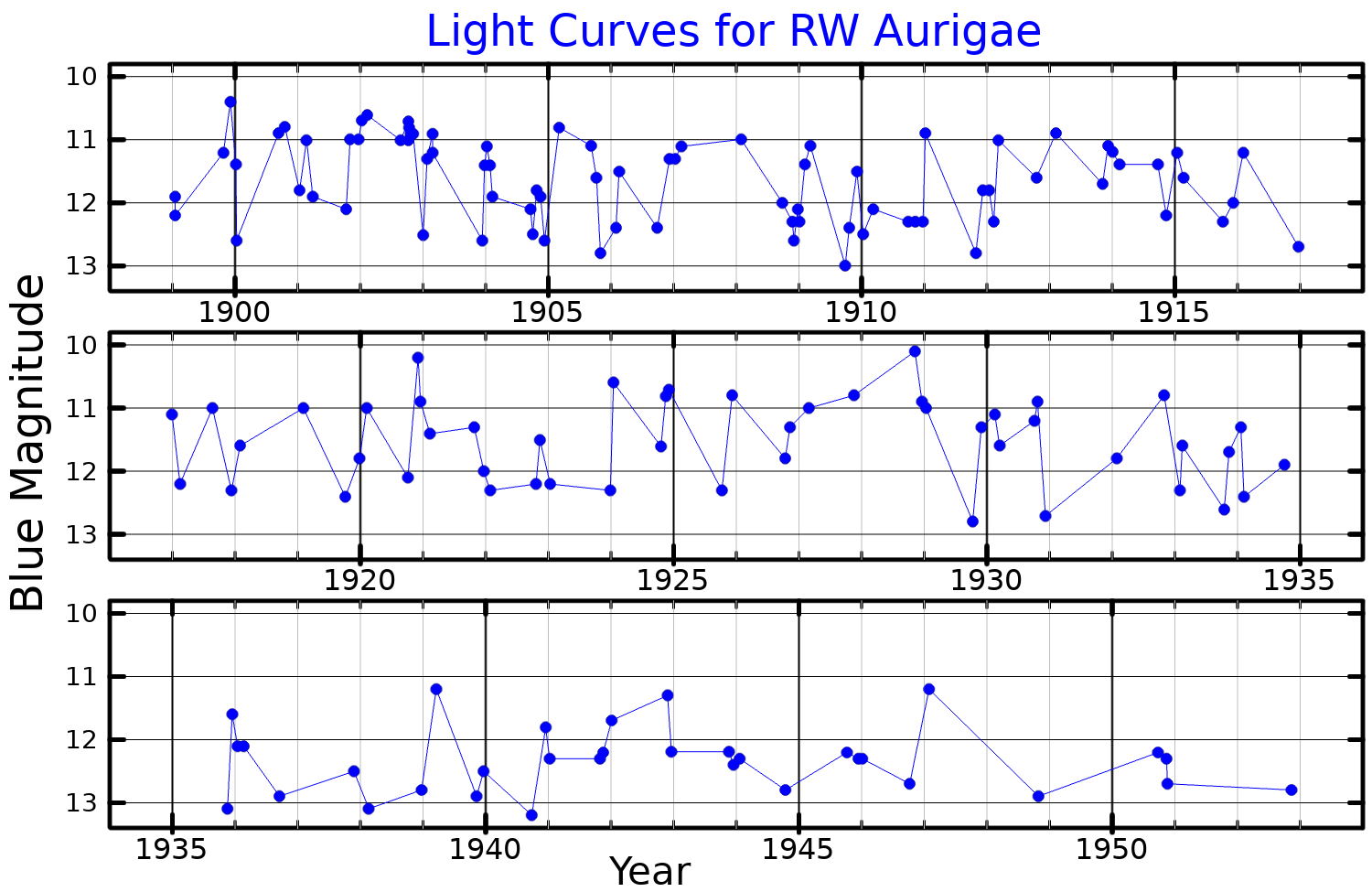
Ljuskurvor baserad på fotografiska plåtar för RW Aurigae, plottad från Beck och Simon (2007).

RW Aurigae A varierar i ljusstyrka. Den är en T Tauri-stjärna och en prototyp för den eponyma klassen av RW Aurigae-variabler, som uppvisar oregelbundna fall i sin ljuskurva på grund av den snabbt föränderliga geometrin hos den protoplanetära skivan, störd av periastronpassagen av RW Aurigae B. En tidigare periastronpassage inträffade för cirka 400 år sedan. De långvariga sänkningarna av ljusstyrkan under 2010-2011 och 2014-2016 reducerade stjärnans ljusstyrka till magnituden 12,5, innan den återhämtade sig till visuell magnitud 10,5-11,0 i augusti 2016.
Följeslagaren RW Aurigae B är en gul till vit stjärna i huvudserien av spektralklass K5, Den har en massa som är ca 0,9 solmassa, en radie som är ca 1,5 solradie och har ca 0,6 gånger solens utstrålning av energi från dess fotosfär vid en effektiv temperatur av ca 4 200 K. Den är i sig en variabel av UX Orionis-typ, som uppvisar både kaotiska variationer av ljusstyrka och korta (mindre än ett dygn) ljusstyrkedippar på grund av fortsatt ackretion och inhomogeniteten hos den protoplanetära skivan.